# Американская кремовая лошадь
Американская кремовая лошадь — единственная упряжная лошадь, выведенная в США, которая все ещё существует. Редкая порода лошадей сегодня, легко узнаваемая по кремовому цвету, известным как «золотое шампанское», произведённое воздействием гена шампанского на рыжую базу, а также по янтарным глазам, также характерным для гена. Единственный другой цвет, найденный в породе, — рыжий. Как и у некоторых других пород тяжеловозов, американская кремовая лошадь подвержена риску развития аутосомно-рецессивного генетического заболевания буллёзного эпидермолиза. 

## Происхождение
Название лошади придумано не просто так — эта порода произошла от кобылы, окрас которой был кремовым. Лошадь звали Старая бабушка. Она жила в Айове в начале XX века. В 1944 году состоялось открытие Ассоциации американской кремовой лошади. Число зарегистрированных лошадей составило более 200 особей уже в 50-х годах. Великая депрессия угрожала существованию породы, но несколько заводчиков работали над улучшением цвета и типа породы, и в 1944 году был также сформирован реестр пород.Механизация земледелия в середине XX века привела к уменьшению популяции породы, и реестр стал неактивным в течение нескольких десятилетий. Он был возобновлён в 1982 году, и численность поголовья с тех пор медленно росла. Тем не менее, численность поголовья по-прежнему считается критической по сравнению с The Livestock Conservancy и Equus Survival Trust.

## Характеристики породы
У американских кремовых лошадей голова имеет утончённую форму с плоским профилем, который не являются ни вогнутыми, ни выпуклыми. У них широкая грудь, наклонные плечи и короткие, сильные спины. Их ребра хорошо изогнуты, они коренастые с хорошо развитой мускулатурой и с хорошо сложенными ногами, хорошо расставленными. У них сильные копыта, и их движение свободно. Порода обладает спокойным, доброжелательным темпераментом, особенно подходящим для владельцев, которые плохо знакомы с тяжеловозами. Кобылы 152–163 см в высоту и весят 680–730 кг, а жеребцы и мерины — 163–170 см и весят 820 кг или более.     
Идеальный цвет шерсти для породы — кремовая с розовой кожей, янтарными глазами, белой гривой и хвостом. Характерный кремовый цвет породы создается геном шампанского. Признанные цвета включают светлые, средние и тёмные кремовые, с янтарными или карими глазами. Реестр может признать кремовую кобылу с темной кожей, светлой гривой и хвостом, в то время как жеребцы должны иметь розовую кожу и белые гривы и хвосты для регистрации. Чистокровные американские кремовые жеребята, которые слишком темные, чтобы быть принятыми в основной реестр пород, могут быть внесены в реестр приложений. В приложении также будут приниматься половозрелые кремовые лошади, скрещенные с другими не основными линиями крови, если они отвечают определённым требованиям, и в реестре предусмотрена система обновлений, в которой используются лошади, не вошедшие в основной реестр, для усиления генов, увеличения численности пород и обеспечения более разнообразных кровных линий.     

## Генетика цвета

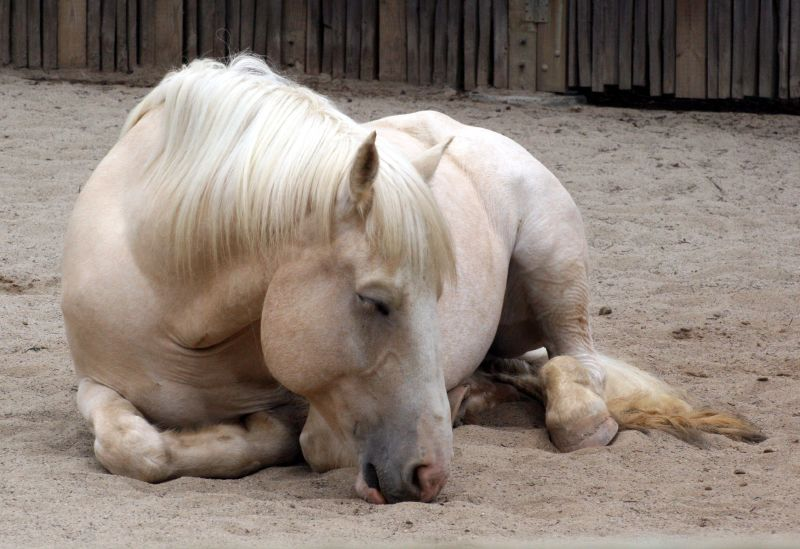
Веснушки слегка видны на морде этой лежащей лошади

Ген шампанского даёт разбавленный цвет. Тело золотистого цвета шампанского, светлая кожа, светлые глаза, грива и хвост цвета слоновой кости, которые ассоциируются с американской кремовой лошадью, образуются в результате воздействия гена шампанского на рыжую базу. У взрослой лошади кожа розовая с обильными тёмными веснушками или пятнами, а глаза карие или янтарные. Глаза жеребят при рождении голубые, с возрастом темнеют, а кожа жеребёнка ярко-розовая. Реестр породы описывает глаза жеребят как «почти белые», что согласуется с природой голубых глаз жеребёнка с геном шампанского, который иного оттенка, чем у других типов голубых глаз. Шампанский ген является доминирующим, основанным на мутации в гене SLC36A1. Картирование гена было объявлено в 2008 году, и американская кремовая лошадь была среди исследованных пород. Авторы этого исследования отметили, что было трудно различить гомозиготных и гетерозиготных животных, таким образом отличая шампанский ген от неполных доминантных ослаблений, таких как кремовый ген. Однако они отметили, что гомозиготы могут иметь меньшую крапчатость или слегка более светлый цвет волос, чем гетерозиготы. В анекдотических отчётах также отмечаются небольшие различия, в том числе более лёгкие веснушки, кожа и шерсть, хотя цвет глаз остаётся прежним.    
Темнокожие американские кремовые лошади — фактически рыжие, поскольку порода не гомозиготна по гену шампанского; только один аллель необходим для получения правильного цвета. Шампанское разбавляет любой базовый цвет шерсти, а у американской кремовой лошади основным генетическим базовым цветом является рыжий. По состоянию на 2003 год, учёные не нашли породу, несущую кремовый ген, хотя заводчики называют желаемый цвет «кремовым». Американская кремовая лошадь никогда не бывает кремово-белой или белой, и хотя цвет золотой шерсти с белой гривой и хвостом напоминает соловую масть, определяющие характеристики породы являются результатом гена шампанского.     
Буллёзный эпидермолиз
Аутосомно-рецессивное генетическое заболевание буллёзного эпидермолиза (JEB) было обнаружено у некоторых американских кремовых лошадей. Это смертельное генетическое заболевание, которое приводит к тому, что новорождённые жеребята теряют большие участки кожи и имеют другие аномалии, обычно приводящие к эвтаназии животного. Это чаще всего также встречается у бельгийских лошадей, но также встречается у других пород. Тест на ДНК был разработан в 2002 году, и JEB можно избежать, если два носителя не связаны друг с другом. Регистр американских кремовых лошадей заявляет, что он «активно участвовал в тестировании своих зарегистрированных животных с момента обнаружения JEB».   

## Распространение
Распространена американская кремовая лошадь в основном в Северной Америке, в других регионах встречаются только завезённые особи и их потомки.

## Экстерьер
Белоснежный окрас — главная характеристика американских кремовых лошадей. Существует два класса этой породы: первый — кремовый — подразделяется на четыре типа (А, В, С, D), второй — белый (W). Тип А: белое с оттенком слоновой кости тело, белая или белоснежная грива, голубые глаза, кожа розоватого оттенка. У особей типа В тело кремового оттенка, грива темнее тела, глаза тёмные, чаще янтарного цвета. Представителями типа С являются особи, обладающие телом и гривой одинакового бледно-кремового цвета, голубыми глазами и розоватой кожей. Для особей же типа D характерны тело и грива одинакового грязновато-кремового оттенка, голубые глаза, розоватая кожа. К типу W относят обладателей розоватой кожи и абсолютного отсутствия пигмента.

## Характер
Как правило, американские кремовые лошади очень послушные и покладистые, легко дрессируются и обучаются.